# Circondario di Levante
Circondario di Levante var ett administrativt distrikt i Kungariket Italien under 1800-talet och början av 1900-talet. Det låg i den historiska regionen Ligurien och var en del av provinsen Genua (italienska: Provincia di Genova). Namnet "Levante" syftar på den östra delen av Ligurien, och distriktet omfattade främst kustområdena öster om staden Genua.

## Historia
Circondario di Levante bildades som en del av de administrativa reformer som följde efter Italiens enande 1861. Det var ett av flera circondari (distriktsindelningar) som skapades i det nya kungariket för att effektivisera förvaltningen och rättsväsendet. Dessa indelningar var sekundära administrativa enheter under provinsnivån och bestod i sin tur av flera kommuner (comuni).
Distriktet existerade fram till 1927, då circondari avskaffades i hela Italien som ett led i den fascistiska regimens centralisering av makten. Många av de funktioner som tidigare utfördes på distriktets nivå överfördes då till provinserna.

## Geografi och omfattning
Circondario di Levante omfattade den östra delen av provinsen Genua, inklusive delar av den liguriska rivieran som idag är kända för sin naturskönhet och turistattraktioner. Några av de mest betydelsefulla kommunerna inom distriktet var:
- Chiavari – som ofta fungerade som administrativt centrum
- Rapallo
- Sestri Levante
- Santa Margherita Ligure
- Lavagna

Dessa städer är fortfarande viktiga orter inom regionen Ligurien och ingår numera i den moderna Città metropolitana di Genova (storstadsområdet Genua).

## Administrativ betydelse
Som circondario spelade distriktet en viktig roll i lokal förvaltning, särskilt i rättsliga och skattemässiga frågor. Prefekturer och domstolar var ofta placerade i huvudorten (troligen Chiavari), och distriktet var en länk mellan den centrala statsförvaltningen och de lokala kommunerna.

## Eftermäle
Även om Circondario di Levante inte längre existerar som administrativ enhet, lever namnet vidare i regionala benämningar, kulturhistoriska referenser och lokal identitet. Det används ibland i geografiska eller kulturella sammanhang för att beskriva det östra Ligurien.